# Heidibrunnen

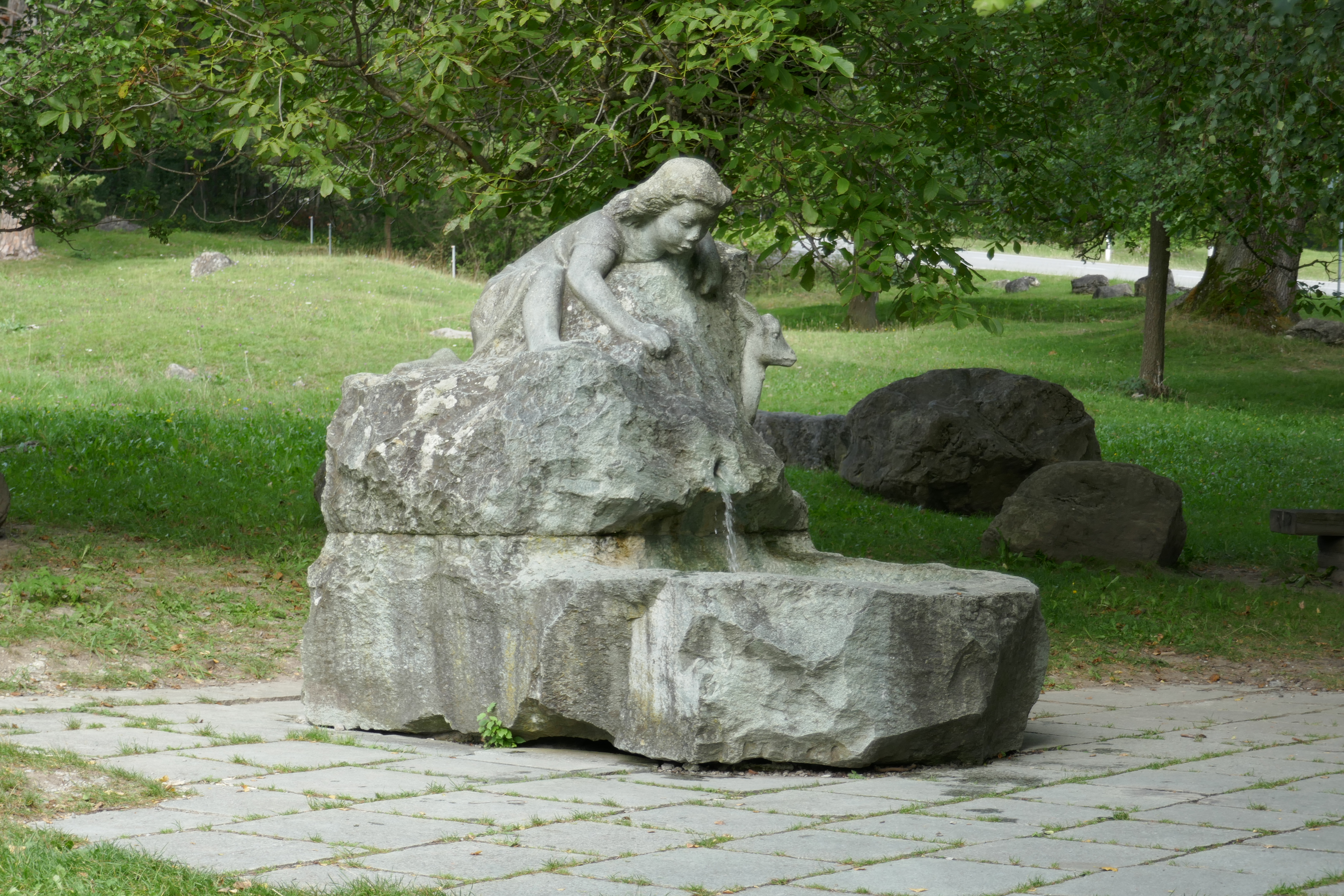
Der Heidibrunnen in Maienfeld (2021)

Der Heidibrunnen ist ein 1953 eingeweihter Gedenkbrunnen für die Schriftstellerin Johanna Spyri (1827–1901). Er steht in der Schweizer Gemeinde Maienfeld im Kanton Graubünden und zeigt die weltberühmte Romanfigur Heidi.

## Geschichte
Initiant des Brunnens war der Historiker Georg Thürer. Weil seine beiden Söhne an Keuchhusten erkrankt waren, machte er sich im Sommer 1951 – Johanna Spyris fünfzigstem Todesjahr – mit ihnen auf in die Alpen und gelangte so in die Gegend von Maienfeld, die im ersten Satz von Heidi geschildert wird:

«Vom freundlichen Dorfe Maienfeld führt ein Fußweg durch grüne, baumreiche Fluren bis zum Fuße der Höhen, die von dieser Seite groß und ernst auf das Tal herniederschauen.»

Im Gespräch mit den Knaben entwickelte er hier die Idee eines Denkmals für die Schriftstellerin und ihre bekannteste literarische Schöpfung:

«Wie wir dort im Grase sassen, ergab ein Wort das andere, und wir fanden, es wäre eigentlich sinnig, wenn manche Wanderer gleich uns an dieser Stätte daran dächten, dass sie im Heidi-Lande seien.»

Noch im Herbst desselben Jahres bildete Thürer in Zürich einen Arbeitsausschuss zur Errichtung eines «Heidibrunnens» ob Maienfeld. Von Anfang an pflegte er den Mythos, das Denkmal werde dereinst ein «Geschenk der schweizerischen Jugend an Heidis Heimat». Über das ganze Jahr 1952 hinweg veröffentlichte er sodann zusammen mit dem Sekundarlehrer und Redaktor der Zeitschrift «Jugendwoche» Hans Maier Spendenaufrufe in Schweizer Zeitungen. Ohne bereits einen Bildhauer erwählt zu haben, konkretisierte er dabei das Vorhaben:

«Eine Gedenkstätte für Johanna Spyri soll kein starres Standbild zeigen, sondern lebendig wirken wie ihr Heidi, wie das Bergwasser unserer Alpen: Daher möchte wir einen Heidi-Brunnen errichten und ihn Heidis Heimat 1953 übergeben.»

Die Bundesräte Philipp Etter (SKVP), Markus Feldmann (BGB) und Karl Kobelt (FDP) unterstützten den Aufruf. Angeblich sollen «Hunderte von Kindern und Jugendlichen ihre Zehn- und Zwanzigrappenstücke, nicht selten auch ein Fränklein eingeschickt» haben. Nach Erscheinen des Schwarzweissfilms Heidi im November 1952 veranstalteten einige Kinos in Zusammenarbeit mit Praesens-Film Sondervorstellungen, deren Erlös der Spendensammlung für das Denkmal zugutekam. Dazu gehörten die Kinos Capitol in Bern und Apollo in Zürich. Der Schweizerische Kunstkredit gewährte einen grosszügigen Beitrag.
Im Mai 1953 veröffentlichten zahlreiche Zeitungen eine Fotografie, die den Bildhauer Hans Walt zeigte, wie er im Steinbruch von Andeer aus dem berühmten «Andeerer Granit» den Brunnen meisselte.
Die Einweihung des Heidibrunnens fand schliesslich am 11. Oktober 1953 statt und war ein schweizweit verfolgtes Ereignis. Sogar die Schweizer Filmwochenschau berichtete darüber.
Hans Walt, dem keine weitere Karriere als Bildhauer beschieden war, stellte das Kleinmodell des Brunnens im Mai 1955 an einer Kunstschau im Kirchgemeindehaus Zürich-Wipkingen aus.

## Beschreibung
Der Brunnen steht oberhalb der Gemeinde Maienfeld an der Strasse zur St. Luzisteig. Auf dem Rand des Troges sind die zwei gereimten Vierheber eingemeisselt: «JOHANNA SPYRIS EINGEDENK / HEIDIS HEIMAT ALS GESCHENK».
Die Neue Zürcher Zeitung schilderte das Werk anlässlich der Einweihung folgendermassen:

«Ein Mädchen mit runden Armen und einem neugierigen Näschen späht über einen Felsen ins Brünnchen hinab. Seitlich lehnt sich ein junges, ungelenkes Geißlein an den Stein. Ein Werk von ansprechender Schlichtheit, für Kinder ersonnen, von Künstlerhand ausgeführt.»